# Phà Đông Xuyên
Phà Đông Xuyên là một tuyến phà nằm trên Tỉnh lộ 295 cắt sông Cầu nối thôn Đông Xuyên, xã Yên Phong với thôn Mai Hạ, xã Xuân Cẩm. Đây là bến khách ngang sông do Đoạn quản lý Đường bộ Bắc Ninh (thuộc Sở GTVT Bắc Ninh) quản lý và khai thác. Bến phà này vốn là một bến đò dân sinh từ xa xưa. Năm 1968, bến đò Đông Xuyên được trang bị thêm phà máy thay cho việc chèo đò bằng tay. Từ đó đến nay, bến đò ấy được gọi bằng cái tên mới Bến phà Đông Xuyên, nhưng người dân ở đây vẫn gọi bằng cái tên Bến đò Đông Xuyên. 

## Vị trí
Tỉnh lộ 295 xuất phát từ thành phố Từ Sơn đi qua thị trấn Chờ, Bến phà Đông Xuyên, thị trấn Thắng, thị trấn Cao Thượng, thị trấn Kép. Trong chiến tranh con đường này là con đường dự bị thay thế cho Quốc lộ 1 khi cầu Thị Cầu bị phá sập, và các thành phố Bắc Giang, Bắc Ninh bị đánh phá ác liệt.

## Vai trò
Hiện nay bến phà đang ngày càng quá tải. Hành khách qua đây vào giờ cao điểm từ 5 giờ đến 8 giờ 30 phút và 16 giờ đến 20 giờ các ngày đều lo lắng, mệt mỏi vì cảnh ùn tắc, chen lấn, mất an toàn. Nhu cầu có một cây cầu qua đây là rất bức thiết, nhất là tỉnh Bắc Giang lại có dự định xây dựng Khu công nghiệp – đô thị tại khu vực thuộc địa phận ba xã Châu Minh, Mai Đình, Hương Lâm với diện tích 800 ha và tổng vốn đầu tư khoảng 1.000 tỷ đồng. Hiện nay đang xây dựng cầu Đông Xuyên để thay thế bến phà.
Bến phà Đông Xuyên có tọa độ là 
21°13'25"N 105°58'16"E

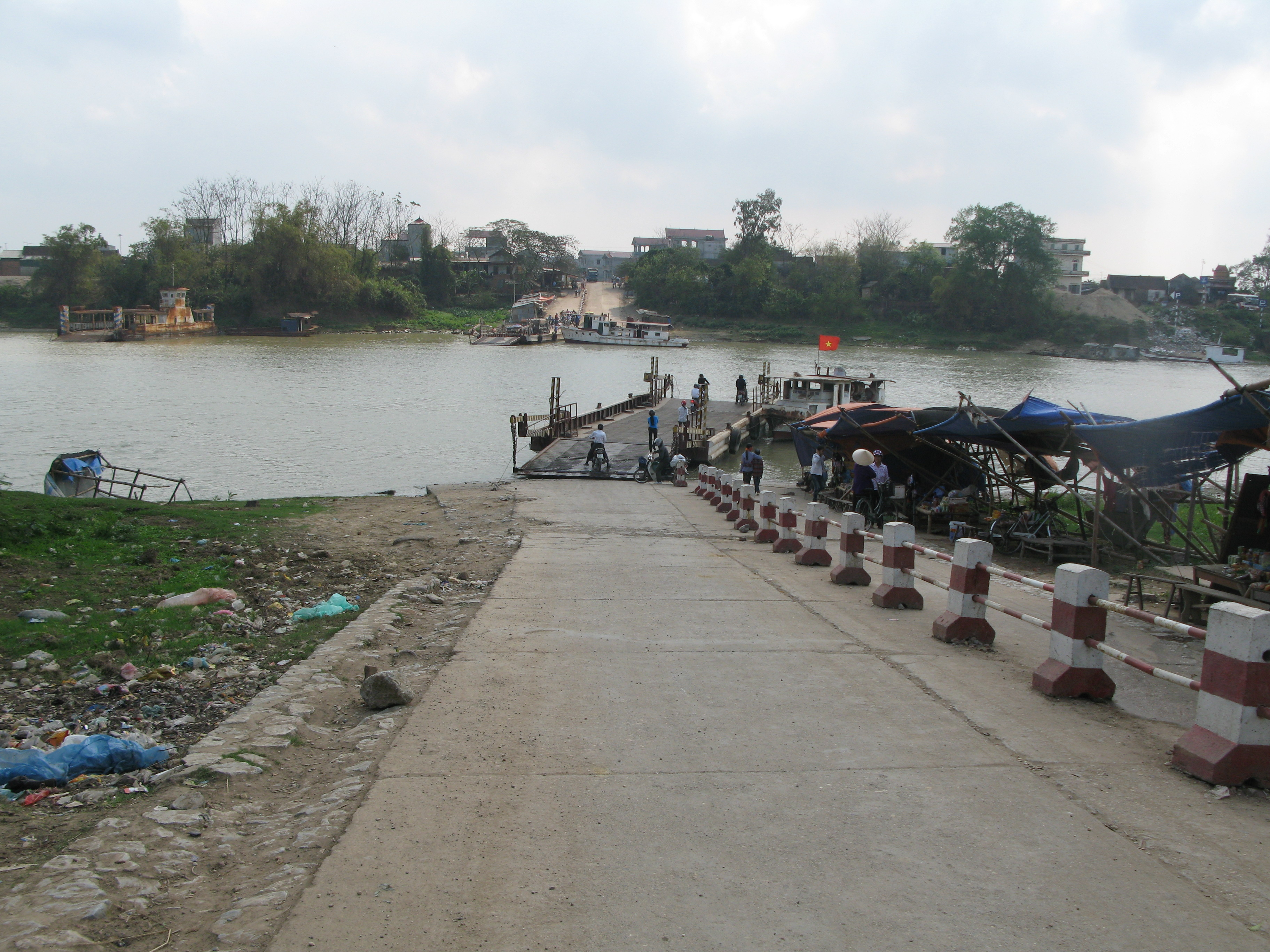
Bến phà Đông Xuyên nhìn từ bờ Bắc
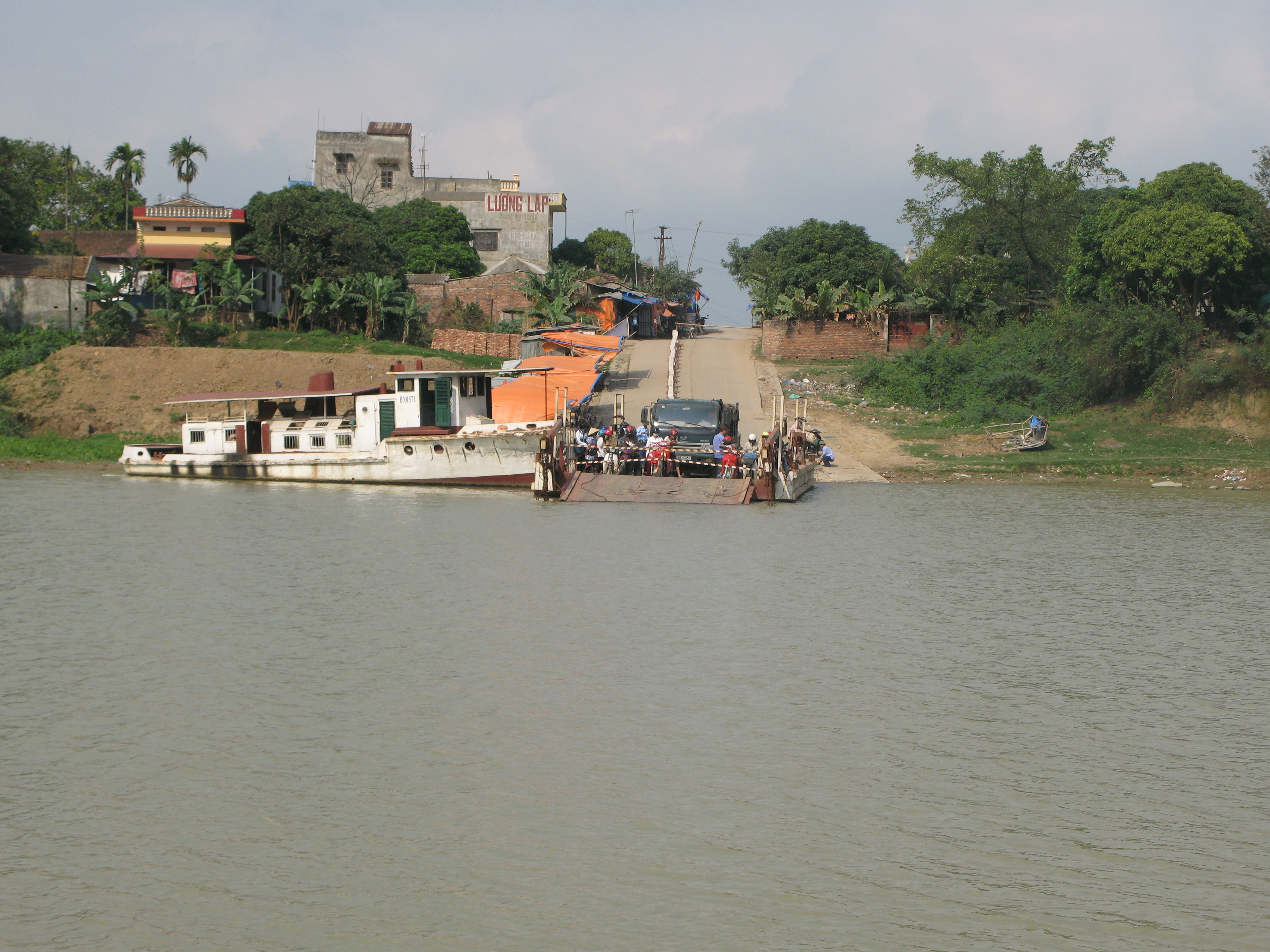
Bờ phía Bắc của Bến phà Đông Xuyên
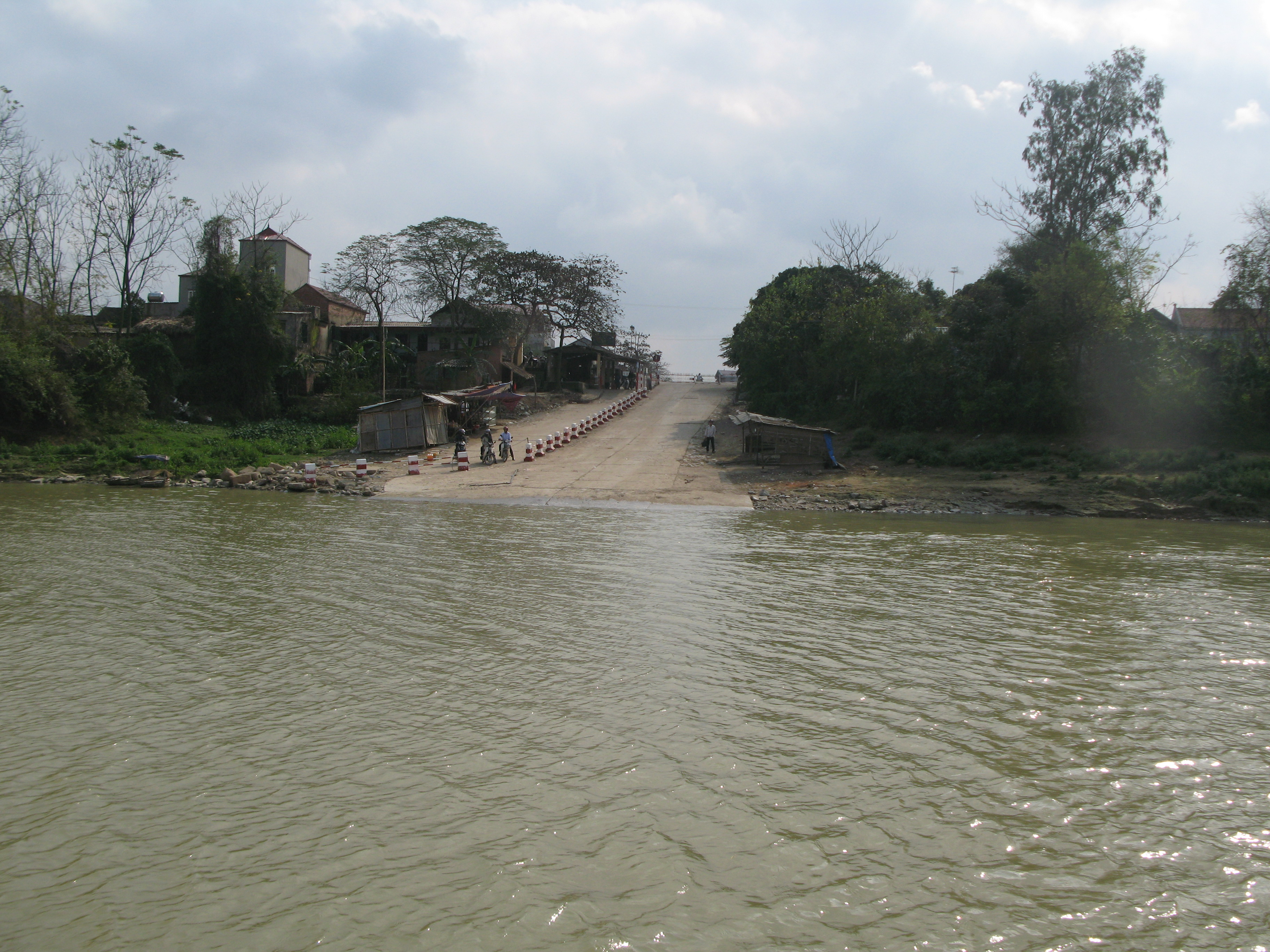
Bờ phía Nam của Bến phà Đông Xuyên

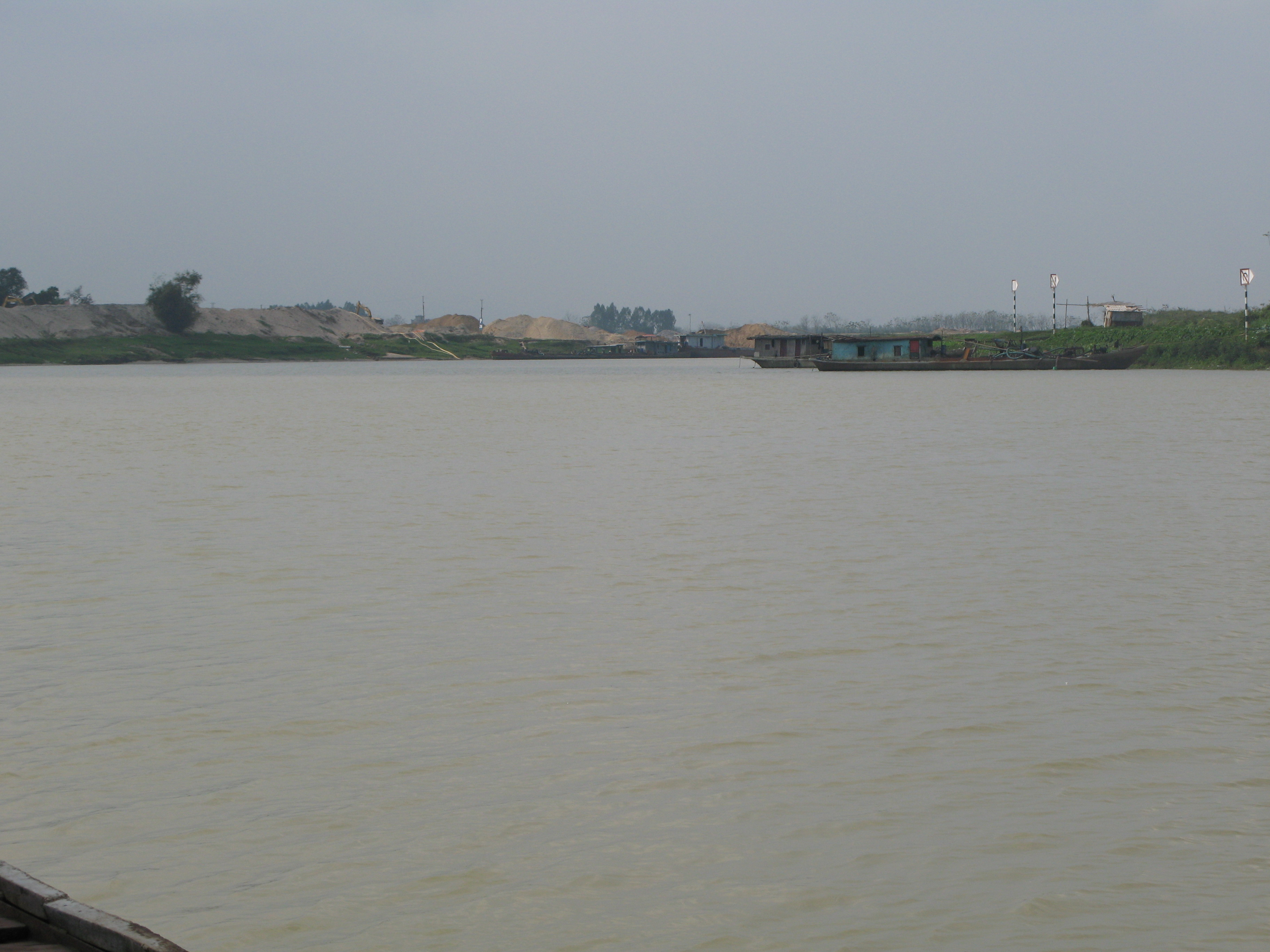
Từ trên phà nhìn ngược dòng sông Cầu
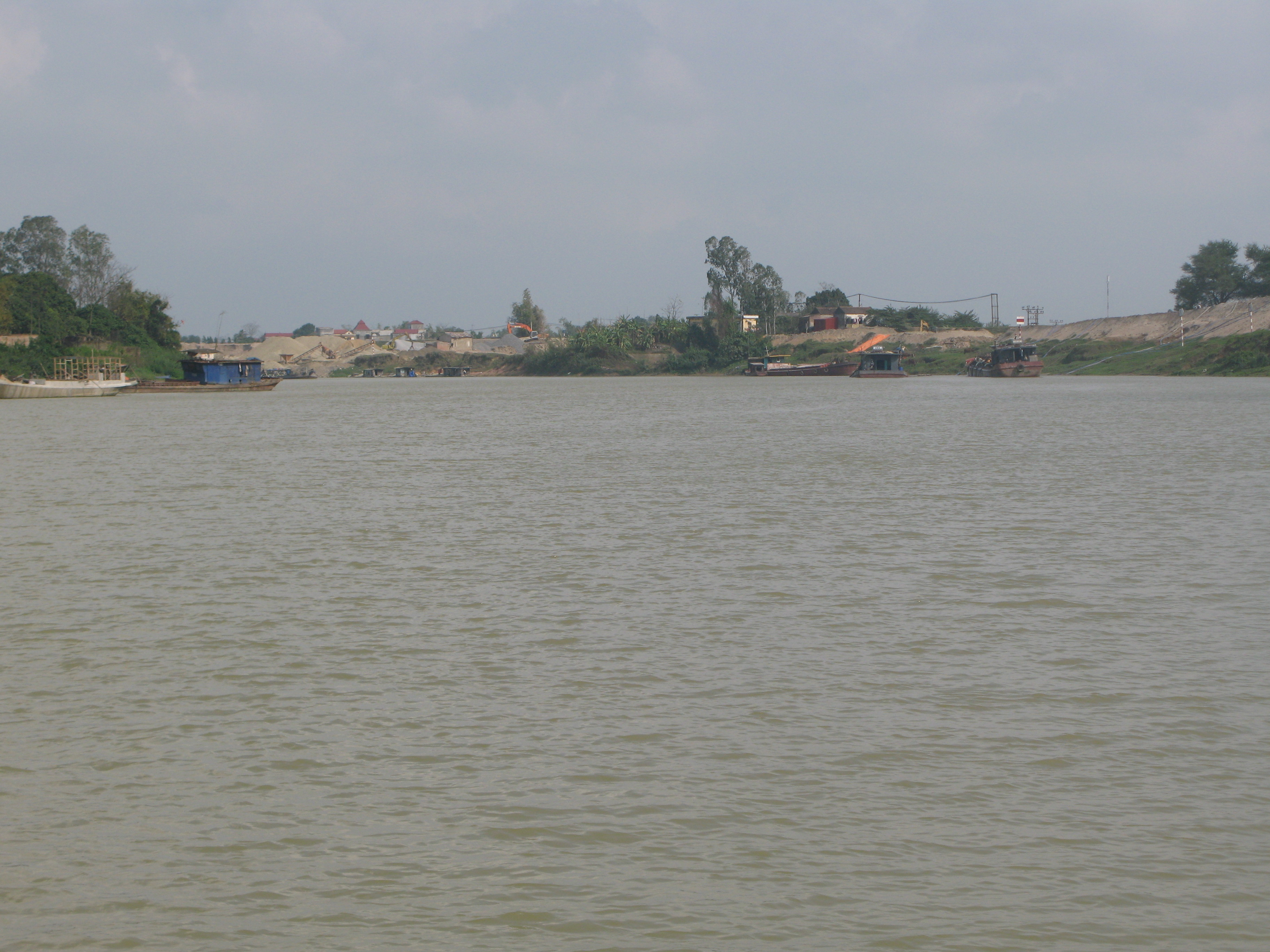
Từ trên phà nhìn xuôi theo dòng sông Cầu
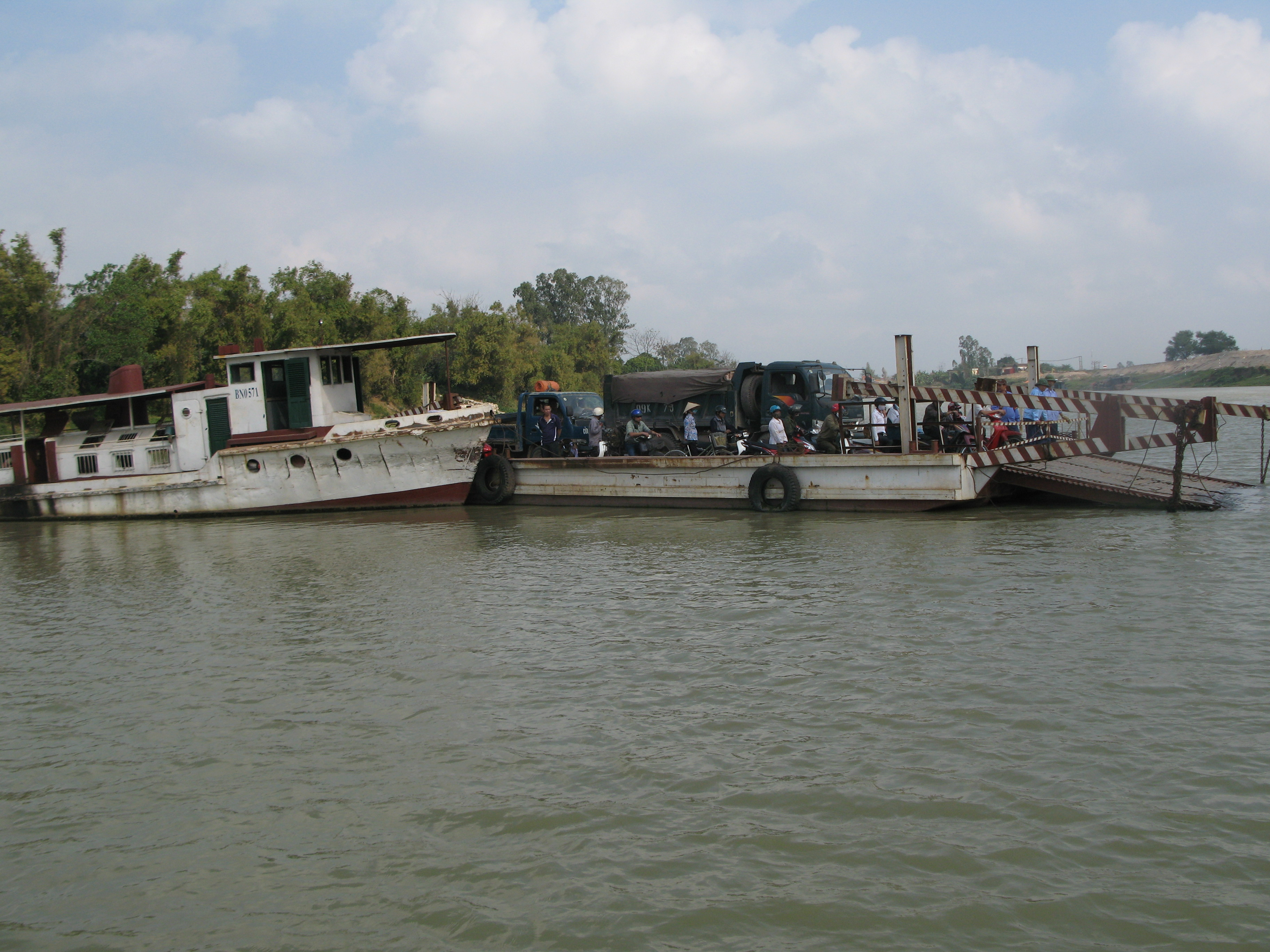
Phà chở người và ô tô qua sông